# Каролайн-Спрингс (железнодорожная станция)
Каролайн-Спрингс (англ. Caroline Springs) — железнодорожная станция, расположенная на линии Сервистон в штате Виктория (Австралия). Обслуживает Каролайн-Спрингс (западный пригород Мельбурна).

## История
Строительство станции началось в 2010 году и должно было завершиться в 2012 году. Станция строилась неподалёку от Каролайн-Спрингс для обслуживания местного населения.
После выборов 2010 года правительство Байе приостановило строительство станции, при этом строительство автомобильной дороги к станции продолжалось.
В мае 2014 года, перед выборами 2014 года, правительство Наптина пообещало, что строительство станции начнётся в конце 2014 года и будет завершено в 2016 году.
Строительство станции было возобновлено в августе 2015 года.
В мае 2016 года правительство Эндрюса приняло решение изменить в конструкции станции тип пассажирской платформы на островной для приёма сразу двух параллельных железнодорожных путей, а не одного пути, как это планировалось изначально. Планируемое окончание строительства было перенесено с конца 2016 на начало 2017 года.
Станция была официально открыта членом Законодательного собрания Виктории от округа Короройт Марлен Кайруз 28 января 2017 года. Там же на станции был проведён приуроченный к открытию праздничный день сообщества. Пассажирские услуги станция начала предоставлять на следующий день.
В рамках проекта «Возрождение региональных железных дорог» между Дир-Парк-Уэст и Мелтоном было продублировано 18 километров пути. Открытие второго пути состоялось 30 ноября 2019 года, вскоре после открытия станции Кобблбэнк.